# .sa
.sa je vrhovna internetska domena (country code top-level domain - ccTLD) za Saudijsku Arabiju. Domenom upravlja Komisija za komunikacije i informatičku tehnologiju.

## Vanjske poveznice
- IANA .sa whois informacija  Arhivirana inačica izvorne stranice od 3. prosinca 2008. (Wayback Machine)